# Malin Levanon
Malin Vulcano Levanon (Dala-Floda, 12 de novembro de 1977), também conhecida como Malin Vulcano, é uma atriz sueca.

## Carreira
Levanon recebeu o Prêmio Guldbaggen de Melhor Atriz, por seu papel como Minna no filme Tjuvheder. No mesmo ano, ela também interpretou a personagem Mamman no filme Flocken. Levanon também atuou no filme Återträffen com Anna Odell, que ganhou como Melhor Filme de Estreia no Festival de Cinema de Veneza em 2013.

## Filmografia
- 2006 - Frostbite
- 2009 - I skuggan av värmen
- 2011 - Gläntan (curta-metragem)
- 2011 - Anno 1790
- 2011 - The Bridge
- 2013 - Återträffen
- 2015 – Flocken
- 2015 – Tjuvheder
- 2016 – Black Widows
- 2016 – 6A
- 2017 – Krig
- 2019 – Britt- Marie var här
- 2020 – Off Radar
- 2020 – Kärlek & anarki
- 2022 – Clark
- 2023 – Detektiven från Beledeweyne
- TBA - The Ark: An Iron Sky Story